# 达巴松诺尔
达巴松诺尔，也称大盐池、夏子盖盐池，位于中华人民共和国新疆维吾尔自治区塔城地区和布克赛尔蒙古自治县南部的一座盐湖，地处玛纳斯湖以东的准噶尔盆地内。湖泊原为玛纳斯湖的一部分，近代由于气候变化，玛纳斯湖水位下降，20世纪50年代已从玛纳斯湖分离，成为沼泽湖，湖面海拔263米，面积约150平方千米。《中国湖泊志》记录的数据长为29千米，最大宽4千米，平均宽3千米，面积87平方千米。盐湖内富芒硝资源。